# Palacio de la Berbie

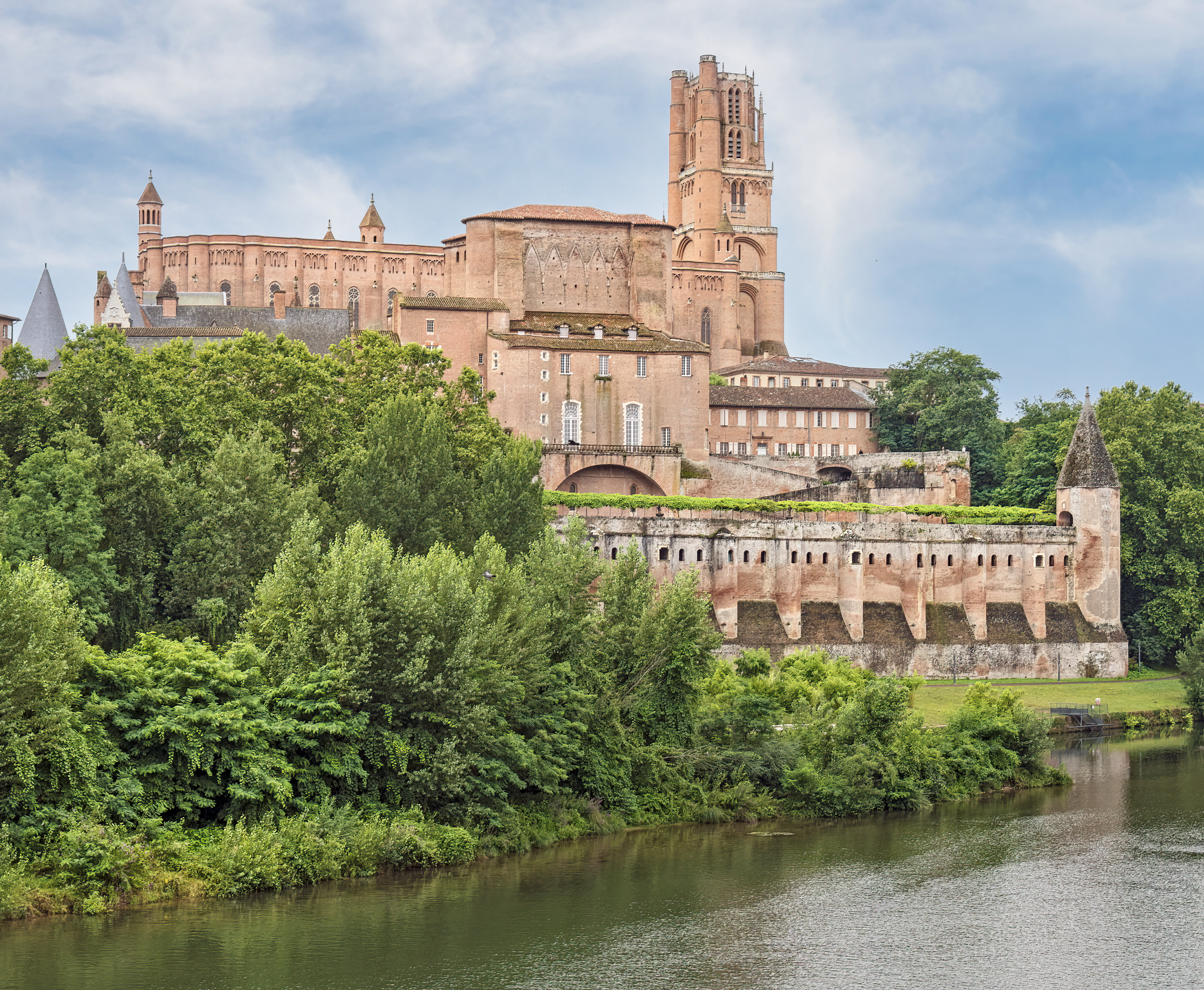
El palacio y la catedral vistos desde el río Tarn

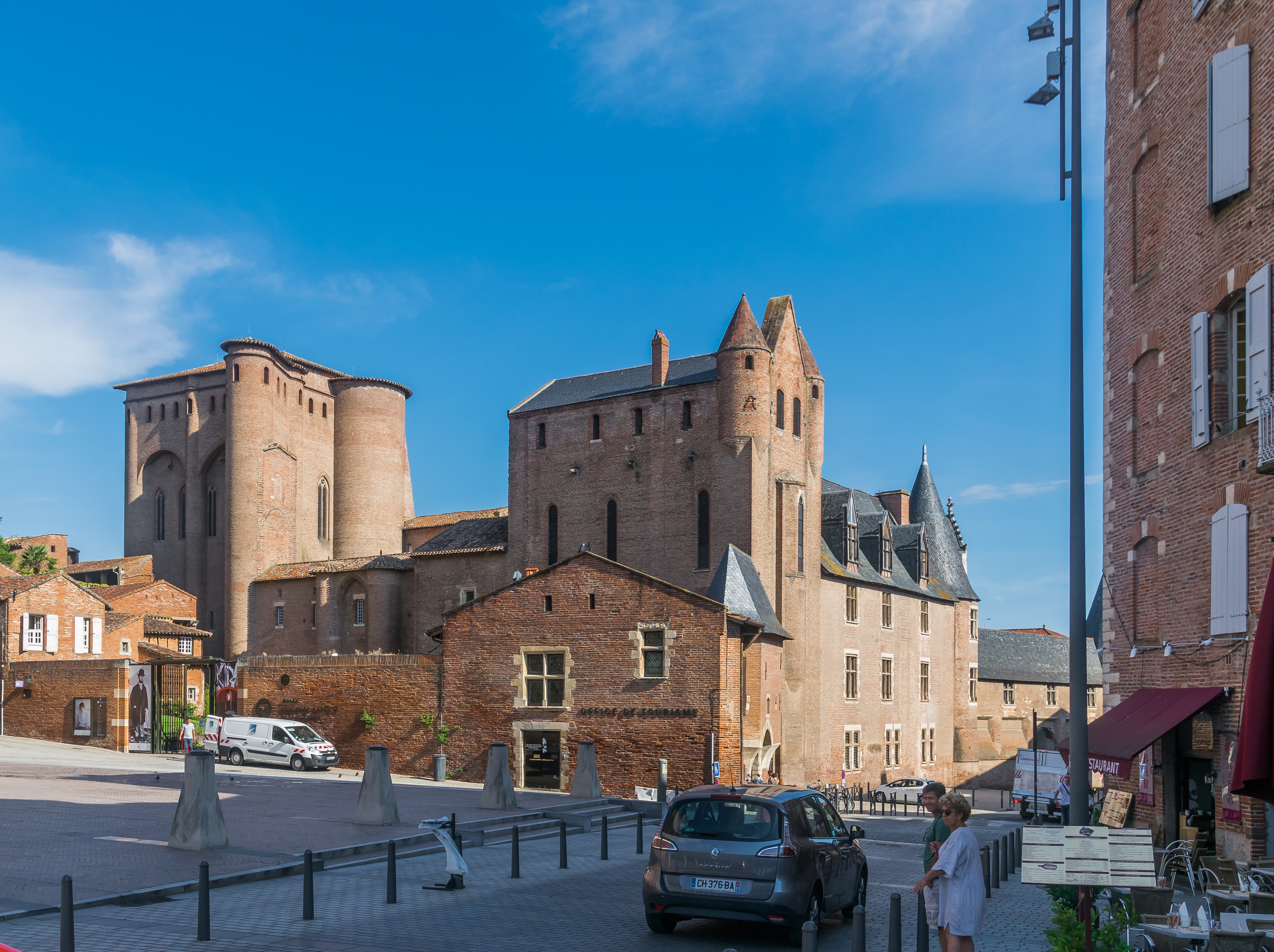
Entrada del palacio de la Berbie

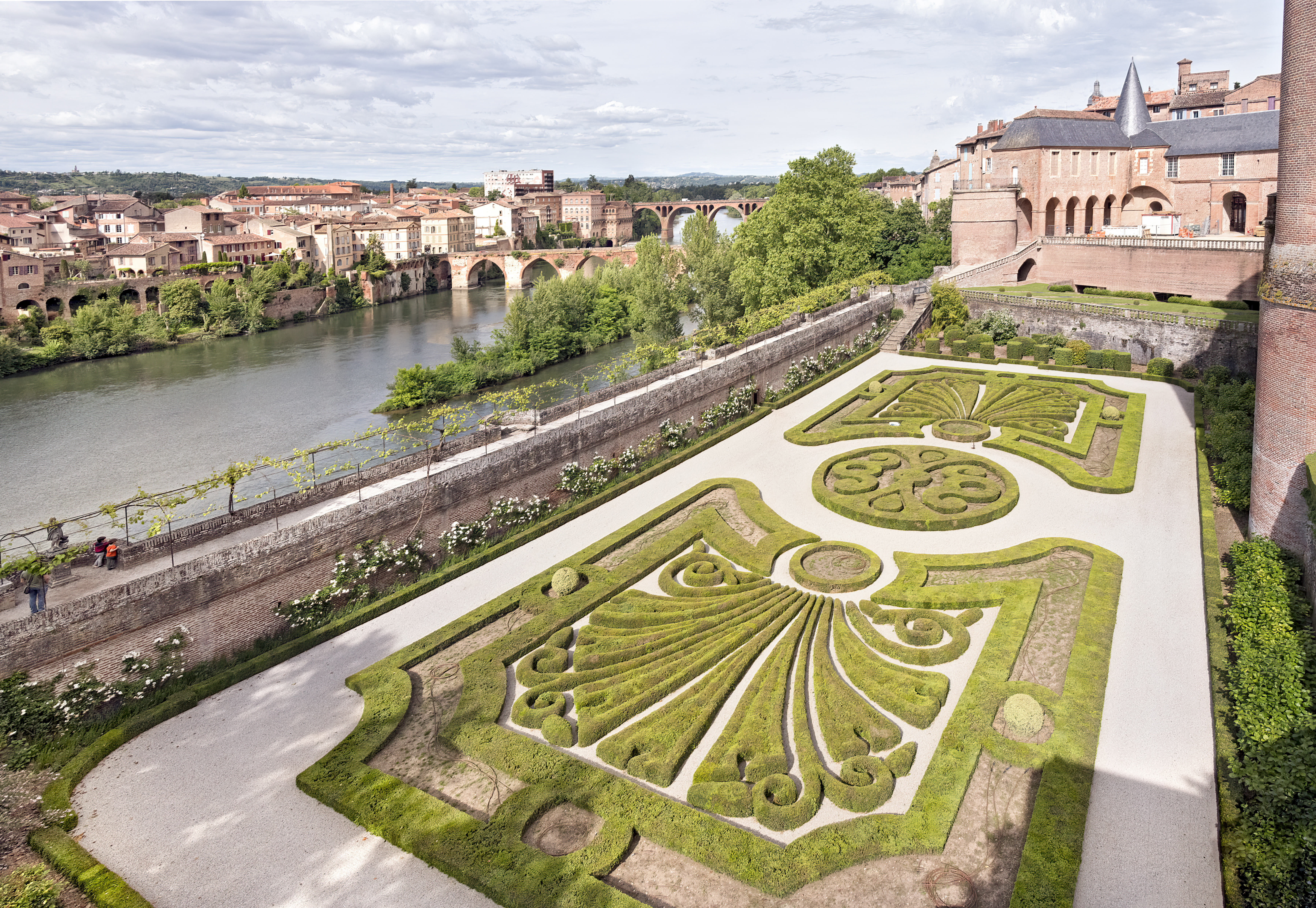
Jardines del palacio.

El palacio de la Berbie (del francés: palais de la Berbie) es una antigua fortaleza ubicada en Albi, Francia. Construida en ladrillo en el siglo XIII, actualmente alberga el Museo Toulouse-Lautrec.
El palacio está catalogado como Monumento histórico de Francia desde 1862 después de que su techo fuera restaurado por el pintor León Soulie. En 2010, junto con la colindante catedral Sainte-Cécile, fue incluido en la Lista del Patrimonio de la Humanidad de UNESCO como la ciudad episcopal de Albi.

## Descripción
El palacio de la Berbie (del occitano bisbia que significa "obispo") está construido en la orilla izquierda del río Tarn, inmediatamente al norte de la catedral y entre ella y el río.

## Historia
Al final de la cruzada albigense, el poder del obispo se vio reforzada por la eliminación política de la familia Trencavel. Durand de Beaucaire comenzó la construcción del palacio para el obispo en el siglo XIII. Incluía una casa noble, la vivienda del obispo, una sala de recepción, una torre de vigilancia y la prisión del tribunal eclesiástico. El sucesor de Durand, Bernard de Combret, amplió los edificios y los rodeó de murallas.
A partir de 1276, se convirtió el palacio en una fortaleza y más adelante en la sede de la Inquisición pontificia, encargada de combatir cualquier rastro de la herejía cátara.
En 1905, el palacio albergó el Museo de Albi, y tras la muerte del artista Henri de Toulouse-Lautrec en 1922, se convirtió en el Museo Toulouse-Lautrec, un museo que alberga numerosas obras del artista, entre otras.